# Tubbercurry
Tubbercurry (en gaèlic irlandès Tobar an Choire o "pouet en el circ glacial") és una vila d'Irlanda, al comtat de Sligo, a la província de Connacht. És el segon centre urbà en nombre de població al comtat de Sligo. Es troba als peus de les Muntanyes Ox en la carretera N17.
Tubbercurry ha estat força activa en el Tidy Towns Project en el que s'ha proposat transformà l'aparença visutal de la vila. Fou una de les primeres en obternir el guardó de Fair Trade.

## Agermanaments
- Viarmes[2]

## Història
La menció més ntiga de Tubbercurry data de 1397 quan hi va tenir lloc una batalla entre dues famílies O'Connor, els O'Connor Don de Roscommon i els O'Connors de la vila de Sligo. El patró de la vila és Sant Naithí.

## Personatges notables
- Michael "Fingers" Fingleton, antic cap executiu de l'Irish Nationwide Building Society i figura clau en la crisi financera irlandesa[3]